# Pěvecký sbor Vlastislav

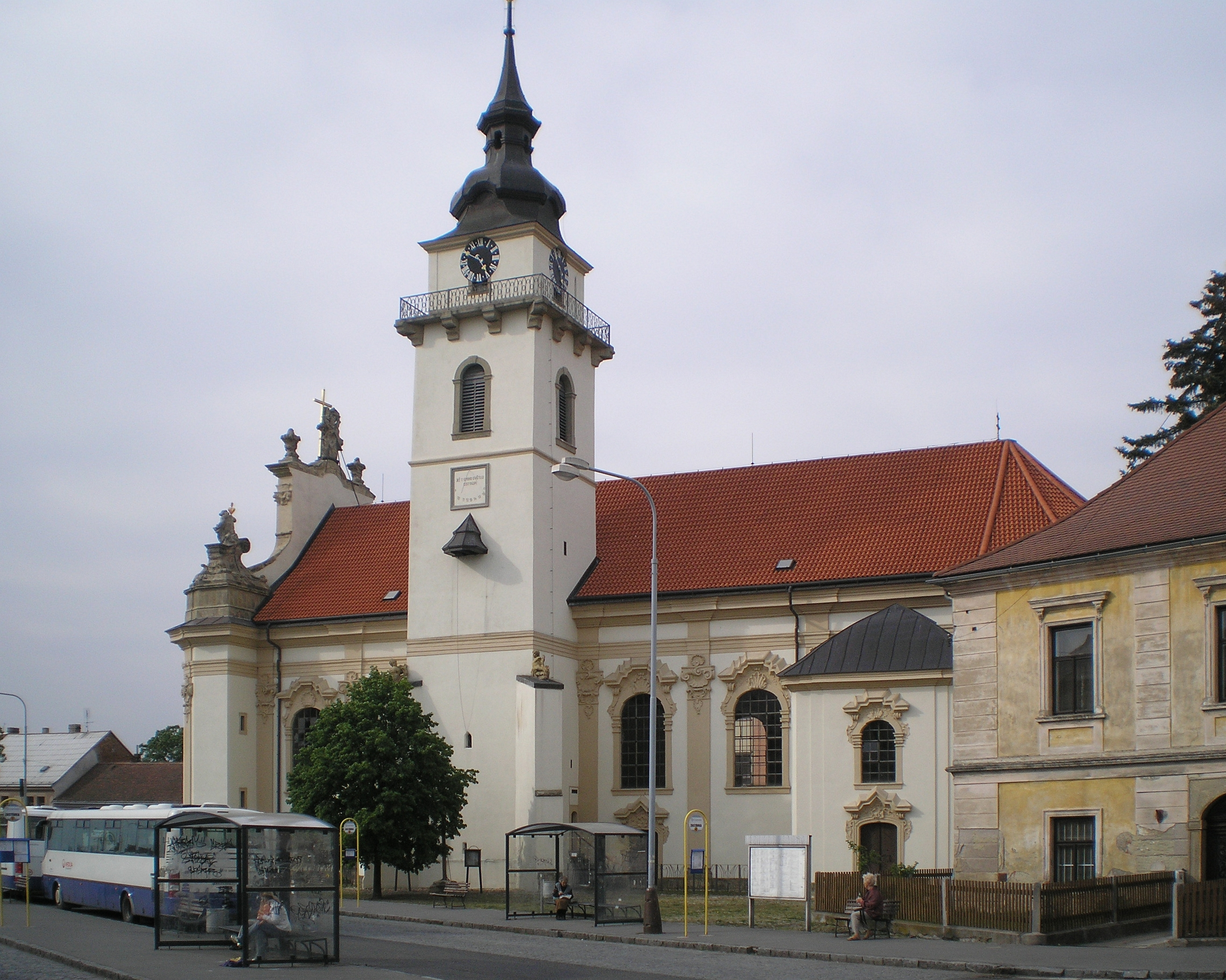
Sbor pravidelně vystupuje v kostele sv. Bartoloměje v Heřmanově Městci

Pěvecký sbor Vlastislav vznikl 11. května 1862 v Heřmanově Městci.

## Historie
Pěvecký sbor Vlastislav byl založen 11. května 1862 nejprve jako mužský sbor. Sbormistrem se stal jeden ze zakladatelů Karel Steinich. O čtyři roky později byl 1. června 1866 založen ženský sbor Cecílie, který se se sborem Vlastislav později spojil. Tehdy vznikl smíšený pěvecký sbor. Po příchodu hudebního skladatele a varhaníka Quida Havlase zažíval sbor plodné období. Pořádal koncerty s významnými hudebníky tehdejší doby, např. s houslistou Jaroslavem Kociánem. Během první světové války zažil pěvecký sbor Vlastislav útlum. Další rozkvět zaznamenal až po roce 1919, kdy se sbormistrem stal Josef Plavec st. V období druhé světové války měl sbor téměř 60 členů a vedl ho Bohuslav Mimra. Po jeho odchodu se vedení ujal Václav Štěpán se zástupcem Josefem Johnem. 
Mezi lety 1950 a 1958 byla činnost sboru pro nedostatek zpěváků pozastavena. O obnovu sboru se roku 1958 postaral opět Bohuslav Mimra. O dva roky později se sbormistrem definitivně stal Josef John. V roce 1982 se vedení sboru ujala zatím nejdéle sloužící sbormistryně, Ludmila Štěpánová. Od roku 1992 bylo pořádáno nejen Setkání pěveckých sborů, ale i hojně navštěvovaný ples. Na začátku sezony 2013/2014 se stala sbormistryní Markéta Výborná, která sbor vedla do roku 2019. Od roku 2020 je sbormistrem Ondřej Mejsnar.

## Koncerty
Během doby první republiky sbor nastudoval některé opery Bedřicha Smetany (např. Hubička či Dvě vdovy). V roce 1968 provedl v Chrudimi na hudebním pátku a v kostele v Heřmanově Městci Českou mši vánoční Jakuba Jana Ryby. Sbor od roku 1979 pravidelně pořádá jarní a podzimní koncerty. V sezóně 1984/85 byl poprvé uspořádán vánoční koncert, jenž je až do této doby hojně navštěvován. V květnu 1986 zástupci pěveckého sboru Vlastislav vystoupili na mezinárodním festivalu Pražské jaro.Společně s dalšími 120 sbory provedli pod taktovkou Jiřího Bělohlávka a za doprovodu symfonického orchestru hl. města Prahy FOK Českou píseň Bedřicha Smetany. V roce 2006 bylo sborem Vlastislav nastudováno slavné oratorium Stabat Mater od Antonína Dvořáka. Během tohoto koncertu také vzniklo historicky první CD sboru. V roce 2016 bylo nastudováno Requiem Wolfganga Amadea Mozarta. Mezi další nastudované skladby sboru patří např. Missa Brevis Jiřího Pavlici, kompletní Loutna česká od Adama Michny z Otradovic či cyklus Snových koled Miloše Boka. Sbor dlouhodobě spolupracuje s Konzervatoří Pardubice i se sbory Doubravan Chotěboř a Slavoj Chrudim. Sbor také pravidelně vystupuje na festivalu Hudební léto v kostele sv. Bartoloměje.